# Alcis coniozona
Alcis coniozona là một loài bướm đêm trong họ Geometridae.